# Greengairs
Greengairs är en by i North Lanarkshire i Skottland. Byn är belägen 5 km 
från Cumbernauld. Orten har 510 invånare (2016).